# Symfonie nr. 4 (Schuman)
William Schuman componeerde zijn Symfonie nr. 4 in 1941. Zijn Symfonie nr. 3 moest toen nog haar première beleven.
De compositie van rond de 24 minuten is net voor de aanval op Pearl Harbor geschreven; de première vond plaats vlak daarna: 22 januari 1942 door het Cleveland Orchestra onder leiding van Artur Rodzinki.

## Delen
1. maatslag = 72;
2. Tenderly, simply;
3. maatslag = 144.

De symfonie begint somber met een solo voor de althobo. Het lijkt haast een basso continuo. Later in het eerste deel wordt de muziek optimistischer, zoals we van Schuman gewend zijn, met een Vigoroso con spirito.

Het tweede deel wordt gevormd door melodieën die op de achtergrond door pizzicato van de cello's wordt begeleid. Ook dit deel is weer somber, hetgeen versterkt wordt doordat de violen en altviolen met gedempte snaren (con sordino) spelen. Langzaam komt het deel op gang, maar een solo van de hobo brengt alles weer tot bedaren.

Het derde deel is geheel in de Amerikaanse stijl gecomponeerd; het klinkt vol optimisme, grandeur en elan. Alles gaat dan naar een dynamisch slot met veel slagwerk.

## Vergelijking
Aangezien ze rond dezelfde tijd zijn gecomponeerd, kan mogelijk een vergelijking worden gemaakt met de 7e symfonie van Dmitri Sjostakovitsj. De verschillen zijn groot:
- daar waar Schuman nog optimisme laat doorstralen, componeert Sjostakovitsj om medebewoners van (toen) Leningrad tijdens het beleg van die stad door alle ellende heen te helpen, maar die symfonie is zeker niet optimistisch te noemen;
- daar waar Schuman uiterst dunne (en soms gedempte) orkestratie voert, pakt Sjostakovitsj uit met groot orkest, dat ook nog vaak tutti speelt;
- uiteraard speelt mee dat Schuman in de Verenigde Staten leefde, waar alles redelijkerwijs mogelijk was en de oorlog ver van huis speelde; Sjostakovitsj zat in een stad waar niets meer mogelijk was en de oorlog al om de hoek begon.
- de geaardheid van het Russische volk is in zijn algemeenheid ook somberder te noemen dan de Amerikaanse.

## Bron
- Uitgave van Naxos

Symfonieën: Symfonie nr. 1 · 2 · 3 · 4 · 5 · 6 · 7 · 8 · 9 · 10

Werken: Variations on "America" · A Song of Orpheus · Circus Overture · Night Journey · Orchestra Song